# Jardin Pierre-Adrien-Dalpayrat
Le jardin Pierre-Adrien-Dalpayrat est un espace vert du quartier Necker du 15e arrondissement de Paris, en France.

## Situation et accès
Le jardin est accessible par le 10, rue André-Gide.
Il est desservi par la ligne 13 à la station Pernety.

## Origine du nom
Il est nommé en l'honneur du céramiste français Pierre-Adrien Dalpayrat (1844-1910).

## Historique
Le jardin est créé en 1985.
Il s'agit du doublement de la superficie du square Aristide-Maillol (côté rue du Cotentin), par le prolongement côté rue Georges-Leclanché. La dénomination « square Aristide-Maillol » n'existe plus à Paris, mais la rue Aristide-Maillol, elle, subsiste dans le même quartier.